# Margaret Chase Smith
Margaret Chase Smith (Skowhegan, 14 december 1897 – aldaar, 29 mei 1995) was een Amerikaans politica die namens de Republikeinse Partij in zowel de Senaat als het Huis van Afgevaardigden zetelde.

## Biografie

### Vroege jaren
Margaret werd geboren als de dochter van George Emery en Carrie Mathilda Chase en was de oudste van hun zes kinderen. Tijdens haar middelbareschooltijd leerde ze haar latere man Clyde Smith kennen. Daarna raakte ze betrokken bij lokale vrouwenorganisaties. Ze huwde met Clyde Smith op 14 mei 1930 en raakte vervolgens betrokken in de politiek. Toen haar man in 1936 tot Afgevaardigde werd verkozen, verhuisde ze met hem mee naar Washington D.C. om voor hem te werken als secretaresse.

### Politieke carrière
Toen Clyde Smith in 1940 een hartaanval kreeg vroeg hij Margaret of zij zijn positie in het Congres wilde innemen. Hij overleed vervolgens op 8 april en er werd een speciale verkiezing uitgeschreven om zijn zetel op te vullen. Zonder een democratische tegenstander werd Margaret Chase Smith verkozen. Ze wist vervolgens nog viermaal herkozen te worden met minimaal 60% van de stemmen. Tijdens haar periode als afgevaardigde hield ze zich vooral bezig met de nationale veiligheid en defensie. Ze was medeverantwoordelijk voor de oprichting van WAVES, de vrouwelijke nationale reserve van het leger.
Als aanhanger van het defensiebeleid van Harry S. Truman werd ze in 1947 genoemd als mogelijke staatssecretaris van Marine. Nadat senator Wallace White dat jaar aankondigde met pensioen te gaan kandideerde Chase Smith zich voor zijn positie in de senaat. In de verkiezing voor de post wist ze met 71% van de stemmen haar tegenstander Adrian H. Scolten te verslaan. Als lid van het Congres was ze de eerste die zich fel uitsprak tegen Joseph McCarthy en het Mccarthyisme. In 1950 kreeg ze ook een post als luitenant-kolonel in de Air Force Reserve Command waar ze tot 1958 deel van uitmaakte.
Op 27 januari 1964 maakte Chase Smith bekend dat ze zich verkiesbaar stelde voor het presidentschap. Ze verloor echter bijna elke voorronde van de verkiezingen. Toen haar kandidering ten einde was maakte ze zich sterk voor het kandidaatschap van Barry Goldwater. Tijdens het presidentschap van John F. Kennedy pleitte ze voor het gebruik van nucleaire wapens tegen de Sovjet-Unie en hierom noemde Nikita Chroesjtsjov haar een duivel in de gedaante van een vrouw. Tussen 1967 en in 1972 diende Chase Smith ook als voorzitter van de Republikeinse Partij in de Senaat. Tijdens haar herverkiezing van 1972 werd ze verslagen door William Hathaway en kwam er een einde aan haar politieke carrière.

### Latere leven
Na haar vertrek gaf ze verschillende colleges aan universiteiten in het land namens de Woodrow Wilson National Fellowship Foundation. Margaret Chase Smith ging weer in haar geboorteplaats wonen. In 1989 verkreeg ze van president George H.W. Bush de presidential Medal of Freedom. Ze overleed op 97-jarige leeftijd in haar woonplaats nadat ze een beroerte kreeg waardoor ze in coma raakte.

## In populaire cultuur
Chase Smith werd door de actrice Janis Benson geportretteerd in de televisieserie From the Earth to the Moon.
- Bibliothèque nationale de France: cb162483316 (data)
- Gemeinsame Normdatei: 119342634
- International Standard Name Identifier: 0000 0000 8377 233X
- Library of Congress Control Number: n50013287
- National Archives and Records Administration: 10580893
- Nationale Bibliotheek van Israël: 987007590140605171
- Nederlandse Thesaurus van Auteursnamen: 135632269
- SNAC: w6p66c0x
- Système universitaire de documentation: 091237734
- Biographical Directory of the United States Congress: S000590
- Virtual International Authority File: 43078373
- WorldCat: E39PBJpPHfhvcT8mYyVWGbQDv3